# Dicranomyia geronimo
Dicranomyia geronimo är en tvåvingeart som först beskrevs av Alexander 1949.  Dicranomyia geronimo ingår i släktet Dicranomyia och familjen småharkrankar. Inga underarter finns listade i Catalogue of Life.